# Kruszewo (Biała Piska)
Kruszewo (deutsch Krussewen, 1938 bis 1945 Erztal) ist ein Dorf in der polnischen Woiwodschaft Ermland-Masuren, das zur Gmina Biała Piska (Bialla, 1938 bis 1945 Gehlenburg) im Powiat Piski (Kreis Johannisburg) gehört.

## Geographische Lage
Kruszewo liegt im südlichen Osten der Woiwodschaft Ermland-Masuren, 20 Kilometer nordöstlich der Kreisstadt Pisz (deutsch Johannisburg).

## Geschichte
Das kleine nach 1777 Krußewen, nach 1895 Krussöwen, um 1910 Kruszewen und bis 1938 Krussewen genannte Dorf wurde als Freidorf mit 30 Hufen im Jahre 1471 durch den Deutschen Ritterorden nach kölmischem Recht gegründet. 
Im Jahr 1874 wurde der Ort in den neu errichteten Amtsbezirk Belzonzen (1938 in „Amtsbezirk Großdorf (Ostpr.)“ umbenannt) eingegliedert, der zum Kreis Johannisburg gehörte.
Die Zahl der Einwohner Krussewens belief sich 1910 auf 170, 1933 waren es bereits 181. Aufgrund der Bestimmungen des Versailler Vertrags stimmte die Bevölkerung im Abstimmungsgebiet Allenstein, zu dem Krussewen gehörte, am 11. Juli 1920 über die weitere staatliche Zugehörigkeit zu Ostpreußen (und damit zu Deutschland) oder den Anschluss an Polen ab. In Krussewen stimmten 120 Einwohner für den Verbleib bei Ostpreußen, auf Polen entfielen keine Stimmen.
Am 3. Juni 1938 wurde das Dorf aus politisch-ideologischen Gründen der Abwehr fremdländisch klingender Ortsnamen in „Erztal“ umbenannt. Die Einwohnerzahl stieg bis 1939 auf 186.
Als 1945 in Kriegsfolge das gesamte südliche Ostpreußen an Polen überstellt wurde, war auch Erztal davon betroffen. Es erhielt die polnische Namensform „Kruszewo“ und ist heute Sitz eines Schulzenamtes und als solches eine Ortschaft im Verbund der Stadt- und Landgemeinde Biała Piska (Bialla, 1938 bis 1945 Gehlenburg) im Powiat Piski (Kreis Johannisburg), bis 1998 der Woiwodschaft Suwałki, seither der Woiwodschaft Ermland-Masuren zugehörig. Im Jahre 2011 verzeichnete Kruszewo 117 Einwohner.

## Religionen
Bis 1945 war Krussewen resp. Erztal in die evangelische Kirche Bialla in der Kirchenprovinz Ostpreußen der Kirche der Altpreußischen Union sowie in die römisch-katholische Kirche Johannisburg im Bistum Ermland eingepfarrt.
Heute gehört Kruszewo katholischerseits zur Pfarrei Biała Piska im Bistum Ełk der Römisch-katholischen Kirche in Polen. Die evangelischen Einwohner halten sich zur Kirchengemeinde in Biała Pisz, die eine Filialgemeinde der Pfarrei Pisz in der Diözese Masuren der Evangelisch-Augsburgischen Kirche in Polen ist.

## Schule
Ab 1529 bestand in Krussewen eine Schule.

## Verkehr
Kruszewo liegt an einer Nebenstraße, die von der Stadt Biała Piska nordöstlich bis in den Powiat Ełcki (Kreis Lyck) führt. 